# Buczek (powiat opoczyński)
Buczek – wieś w Polsce położona w województwie łódzkim, w powiecie opoczyńskim, w gminie Poświętne.
W latach 1975–1998 miejscowość należała administracyjnie do województwa piotrkowskiego.
Słownik Geograficzny Królestwa Polskiego w roku 1880 wymienia Buczek jako wieś i folwark w powiecie opoczyńskim, gm. Opoczno, parafia Libiszów. Miejscowość liczyła wtedy 16 domostw i 185 mieszkańców.
W czasie Powstania styczniowego 12 lipca 1863 r. na polach wsi doszło do potyczki oddziałów powstańczych pod dowództwem Edmunda Calliera z wojskami rosyjskimi. Potyczka skończyła się klęską polskich powstańców. W miejscowości na skraju tutejszego lasu znajduje się pomnik upamiętniający bitwę i powstańców, zaraz obok pomnika znajduje się zbiorowa mogiła oraz cmentarz choleryczny.
Wierni kościoła rzymskokatolickiego należą do parafii św. Mikołaja w Libiszowie.